# Geodreieck

Geodreieck

Das Geodreieck (eigentlich Geometrie-Dreieck) ist eine Kombination aus Lineal und Winkelmesser in Form eines rechtwinkligen, gleichschenkligen Dreiecks. Heute ist es vor allem ein Hilfsmittel für den Zeichen- und Mathematikunterricht, das dort speziell im Teilbereich Geometrie zum Messen und Zeichnen von Winkeln genutzt wird und das Zeichnen paralleler Geraden und einfacher Konstruktionen erleichtert. Es wird entgegen der Abbildung typisch mit der Hypotenuse nach oben gerichtet als Führungslineal für einen Bleistift verwendet. Die Beschriftung – außer die des Winkelmessers – erscheint dann aufrecht. Die cm-Teilung reicht von 0 in der Mitte beidseits bis 7 (cm), die unbeschriftete Unterteilung erfolgt in Millimeter mit einem etwas längerem Strich jeweils bei 5 mm. Die Hypotenuse ist etwa 15,5 cm lang.
Zur Verwendung bei großformatigeren Zeichnungen werden ähnliche, jedoch um linear 50 % größere und steifere Dreiecke, häufiger mit Griff, unter der Bezeichnung TZ-Dreieck (TZ für Technisches Zeichnen) gefertigt. Diese sind an der Hypotenuse etwa 23 cm breit, die cm-Teilung läuft typisch beidseits bis 11.

## Beschreibung

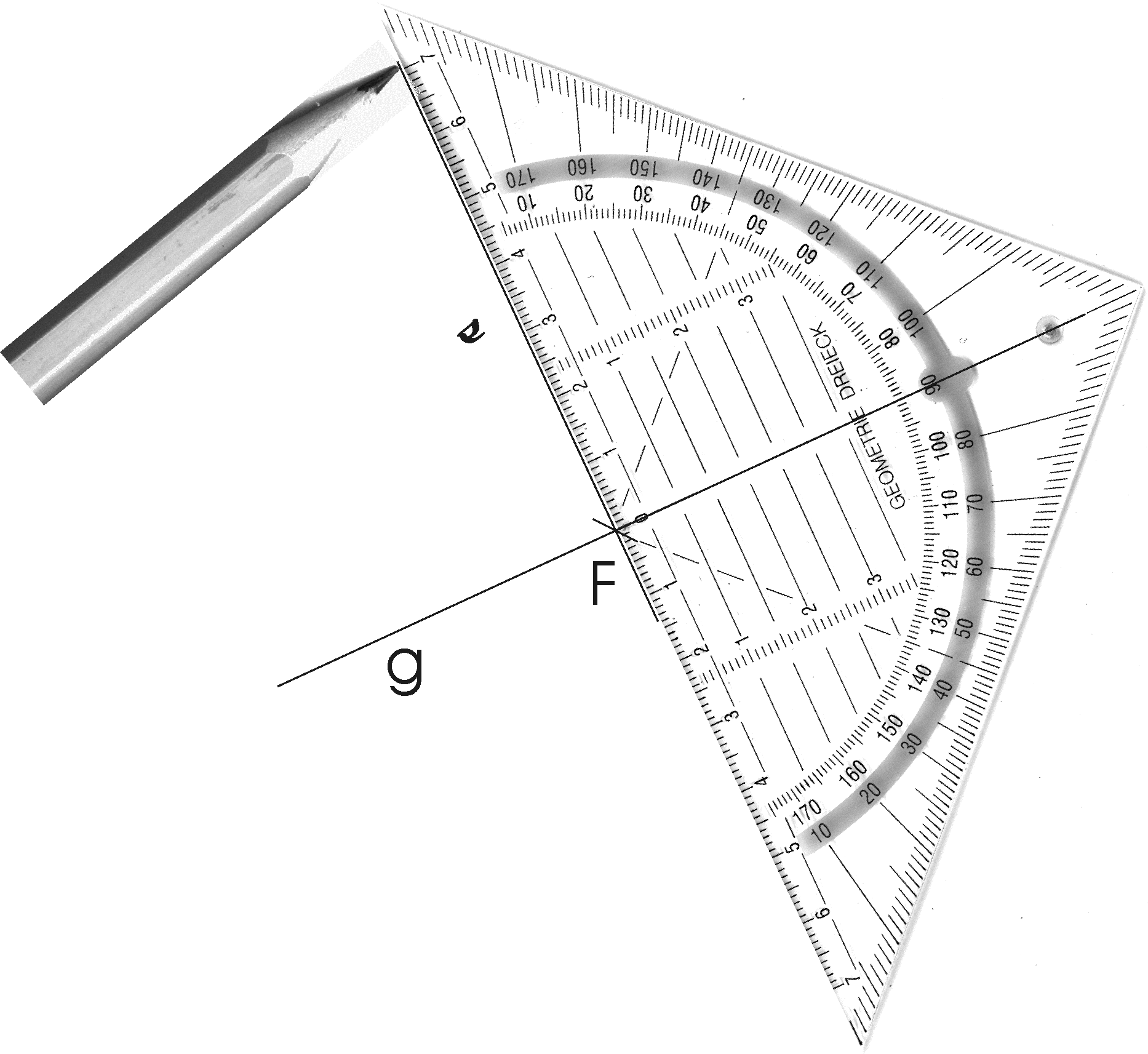
Zeichnen der Orthogonalen

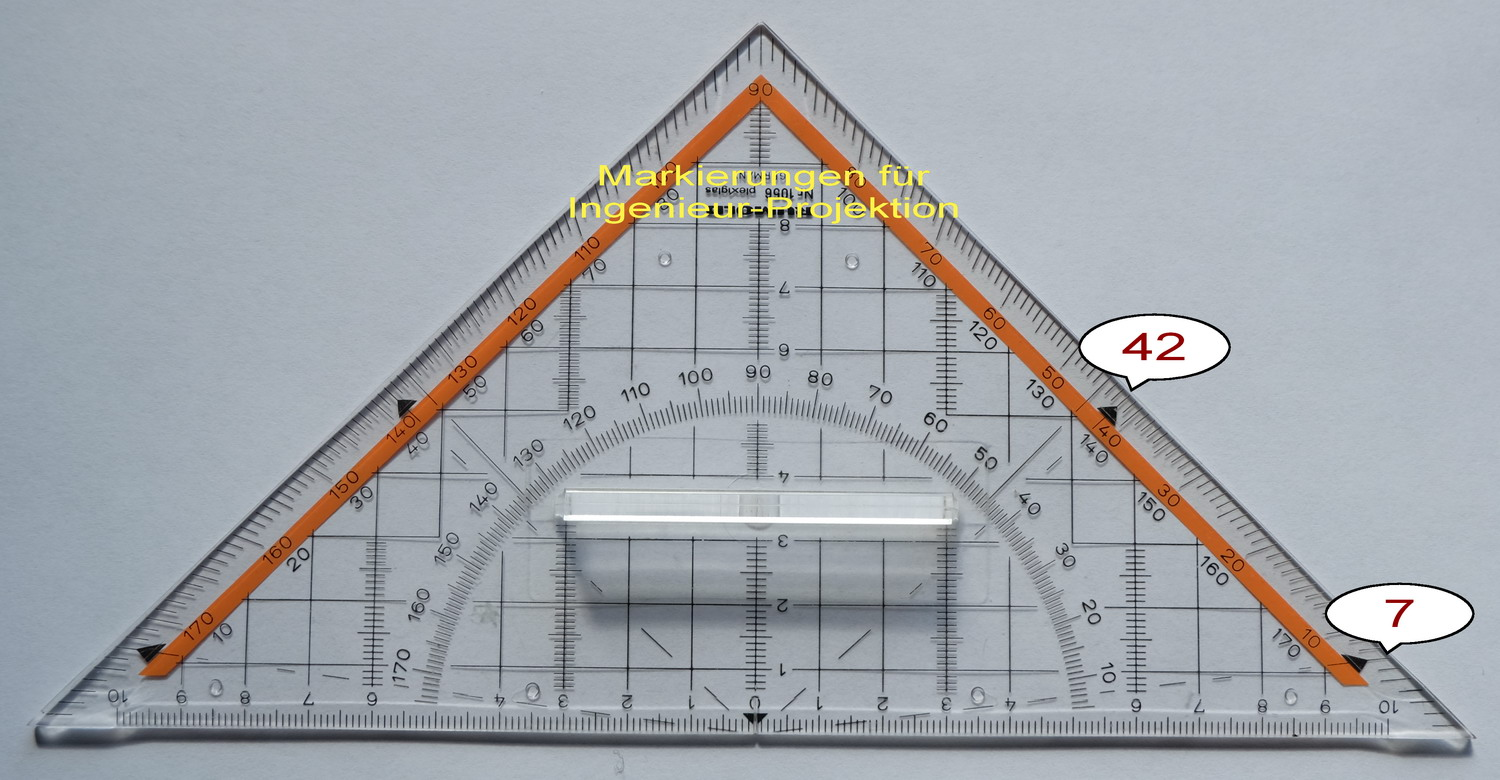
Geo-Dreieck mit Markierungen für Ingenieur-Projektion (Axonometrie)

Geodreiecke gibt es mit und ohne Griff auf der Oberseite, mit und ohne erhabene Punkte an der Unterseite (sog. Tuschenoppen) sowie in unterschiedlichen Größen, die nach der Länge der Hypotenuse unterschieden werden. Diese längste Seite des Geodreiecks wird auch Linealkante genannt; sie trägt eine Zentimetereinteilung mit dem Nullpunkt in der Mitte. Dort beginnt die senkrecht zur Linealkante eingezeichnete Mittellinie, die das Zeichengerät in zwei Hälften teilt und die Höhe darstellt, mit deren Hilfe sich rechte Winkel genau zeichnen lassen. In das Dreieck sind zur Linealkante parallele Linien eingearbeitet. Entlang der Schenkel des Dreiecks sind Markierungen im Abstand eines Winkelgrades angebracht, die Gradeinteilung läuft bei der inneren Winkelskala im Uhrzeigersinn von 0° bis 180° bzw. bei der äußeren Winkelskala gegen den Uhrzeigersinn von 180° bis 0°. Die Winkelskala erlaubt die Konstruktion eines Winkels mit der Genauigkeit etwa eines halben Grades. Die unbeschrifteten Gradeinteilungen entlang der Schenkel bezeichnet man als Randskala. Die Randskala ist eine erweiterte Projektion der Winkelskala.
Gezeichnet wird entlang der Linealkante. Insbesondere ist der rechte Winkel am Scheitelpunkt der Katheten des Geodreiecks zum Zeichnen ungeeignet; damit kann allenfalls die Rechtwinkeligkeit schnell überprüft werden. Zum Zeichnen von Orthogonalen und Loten dagegen legt man die Mittellinie auf die gegebene Gerade und zeichnet entlang der Linealkante. Beim Zeichnen von anderen Winkeln verfährt man entsprechend: Nullpunkt und Winkelmarkierung liegen auf dem gegebenen Schenkel, der freie Schenkel wird an der Linealkante gezeichnet.
Auf einigen Geodreiecken sind neben dem rechten und den halbrechten Winkeln die Winkel 7° und 42° (bzw. 138° und 173°) besonders markiert. Dies erleichtert eine axonometrische Darstellung nach ISO 5456-3 (Dimetrie).

### DIN-Normen und Genauigkeit
Die Funktionalität eines Geodreiecks wird durch die Einhaltung bestimmter Konstruktionsprinzipien und Proportionalitäten festgelegt, die in den Normen detailliert beschrieben sind.
Die DIN-Normen, z. B. DIN 874, legen die genaue Skalierung und Toleranzen für Winkelmesser und Zeichengeräte fest. Sie regeln:
- Die zulässigen Abweichungen bei der Winkelmessung.
- Die Art der Winkelteilung (in 1-Grad-Schritten von 0° bis 180°).
- Die Position der Lineale auf dem Geodreieck (Maßeinteilungen auf der Hypotenuse und ggf. auf den Schenkeln).

### Richtige Normierung für Geodreiecke und Winkelmesser
1. DIN ISO 2768 ist eine verwendete Norm für allgemeine Toleranzen, die auch bei Werkzeugen wie Geodreiecken und Maßwerkzeugen zur Anwendung kommt.
2. DIN 875: Diese Norm beschreibt die Genauigkeit von Winkelmaßen (Präzisionswinkel), zum Beispiel bei Winkeln für Metallarbeiten, also auch für präzise Winkelwerkzeuge. Es könnte in manchen Kontexten auf Winkelmesser angewendet werden, aber nicht speziell auf Geodreiecke.[3]
3. DIN 874: Diese Norm legt keine explizite Formel für die Proportionalität fest, sondern garantieren durch Toleranzen und Designanforderungen, dass diese Proportionalität eingehalten wird. Es ist also festgelegt, dass bei einer Änderung der Größe z. B. eines Geodreiecks die Proportionen (z. B. Winkelteilung, Seitenlängen) immer konstant bleiben müssen.[4]
4. ÖNORM A2134 für Geometrische Dreiecke mit 45 Grad Öffnungswinkel
5. ÖNORM A2131 für Zeichengeräte mit Skalen für den Unterrichtsgebrauch

### Anwendung auf das Geodreieck
Die mathematische Proportionalitätsregel beschreibt, wie ein Geodreieck bei Vergrößerung oder Verkleinerung seine Form und Winkelgenauigkeit beibehält:
{\displaystyle y=k\cdot x}
dabei ist
{\displaystyle x} ist der ursprüngliche Maßstab (die Referenzgröße des Geodreiecks, z. B. Länge der Hypotenuse).
{\displaystyle y} ist die vergrößerte oder verkleinerte Größe des Geodreiecks (z. B. die neue Länge der Hypotenuse).
{\displaystyle k} ist der Skalierungsfaktor.
Der Skalierungsfaktor {\displaystyle k} beschreibt, wie stark das Geodreieck vergrößert oder verkleinert wird. Wichtig ist, dass alle anderen Maße und auch die Abstände der Winkelmarkierungen mit dem gleichen Faktor {\displaystyle k} skaliert werden. Dadurch bleiben die Proportionen konstant.
- Gradskala: Die Winkelmarkierungen müssen proportional zur Größe des Geodreiecks vergrößert oder verkleinert werden. Wenn sich die Länge der Hypotenuse des Geodreiecks von {\displaystyle x} auf {\displaystyle y} ändert, müssen sich die Abstände der Winkelmarkierungen ebenfalls um den Faktor {\displaystyle k} ändern.
- Seitenverhältnisse: Wenn die kurzen Seiten des Geodreiecks im Verhältnis 1:1 stehen, bleibt dieses Verhältnis auch bei Vergrößerung oder Verkleinerung erhalten. Das heißt, die Seiten des rechtwinkligen Dreiecks und die Hypotenuse ändern sich proportional zueinander.

Dabei beschreibt der Skalierungsfaktor {\displaystyle k}, um wie viel das Geodreieck vergrößert oder verkleinert wird. Wichtig ist, dass alle Abstände und Winkel im gleichen Verhältnis angepasst werden, um die Winkelmessung korrekt zu halten. Die Proportionalität sorgt dafür, dass die Winkelmessung weiterhin korrekt bleibt, da sich die Winkel nicht verändern – nur die Größe der physikalischen Markierungen und Linien.

## Geschichte
Ein dem Geodreieck ähnliches Instrument wurde von den ägyptischen Geometern zu Beginn des dritten Jahrtausends v. Chr. als sog. Konstruktions-Remen verwendet für die nach den jährlichen Nilschwemmen notwendigen Feldvermessungen.
Das heute übliche Geodreieck aus durchsichtigem Kunststoff (PMMA oder PVC) wurde im Jahr 1964 in Wörgl von der Hamburger Firma Dennert & Pape Aristo-Werke unter dem Markennamen Aristo entwickelt.

## Varianten
Ein Geodreieck mit Griff und anderer Winkeleinteilung wird im Kartenbesteck für Aufgaben der Navigation benutzt und dort Kursdreieck genannt.
Geodreiecke werden auch zusammen mit einem Abschiebedreieck oder an einer Reißschiene eingesetzt.